# Едгарас Улановас
Едгарас Улановас (литв. Edgaras Ulanovas; Каунас, 7. јануар 1992) је литвански кошаркаш. Игра на позицији крила, а тренутно наступа за Жалгирис. 

## Каријера
Играо је у Литванији за екипе Јонаве, затим други тим Жалгириса па Балтаи, Пјено жваигждес, Лијеткабелис и Нептунас пре него што је 2014. године прешао у Жалгирис. У екипи Жалгириса је провео наредних шест сезона. Током тог периода је освојио шест титула првака Литваније, а поред тога је играо и на фајнал фору Евролиге у сезони 2017/18. У јулу 2020. је потписао двогодишњи уговор са Фенербахчеом, али је након једне сезоне раскинуо уговор са турским клубом и вратио се у Жалгирис.
Са млађим категоријама репрезентације Литваније је освојио четири златне медаље. Са сениорском репрезентацијом Литваније је играо на Европском првенству 2017. и на Светском првенству 2019. године.

## Успеси

### Клупски
- Жалгирис:
  - Првенство Литваније (6): 2014/15, 2015/16, 2016/17, 2017/18, 2018/19, 2019/20.
  - Куп краља Миндовга (3): 2017, 2018, 2020.
  - Куп Литваније (1): 2015.

### Појединачни
- Најкориснији играч Купа краља Миндовга (3): 2017, 2018, 2020.

### Репрезентативни
- Европско првенство до 16 година:  2008.
- Европско првенство до 18 година:  2010.
- Светско првенство до 19 година:  2011.
- Европско првенство до 20 година:  2012.